# Piotr Mazurkiewicz
Piotr Zbigniew Mazurkiewicz (ur. 17 lutego 1960 w Warszawie) – polski prezbiter rzymskokatolicki, profesor nauk społecznych, nauczyciel akademicki Uniwersytetu Kardynała Stefana Wyszyńskiego w Warszawie, sekretarz generalny Komisji Konferencji Episkopatów Unii Europejskiej COMECE w latach 2008–2012.

## Życiorys
Ukończył studia elektryczne na Politechnice Warszawskiej i odbył formację kapłańską w Wyższym Metropolitalnym Seminarium Duchownym w Warszawie. Święcenia kapłańskie przyjął w 1988 roku. Rozprawę doktorską pt. Kościół w społeczeństwie otwartym. Spór o obecność Kościoła w społeczeństwie polskim w okresie transformacji obronił w 1996 roku na Wydziale Kościelnych Nauk Historycznych i Społecznych Akademii Teologii Katolickiej w Warszawie. Stopień doktora habilitowanego uzyskał w 2002 na podstawie dorobku naukowego i rozprawy pt. Europeizacja Europy. Tożsamość kulturowa Europy w kontekście procesów integracji w Instytucie Studiów Politycznych PAN. 7 lipca 2009 z rąk prezydenta RP Lecha Kaczyńskiego przyjął tytuł naukowy profesora. W latach 2008–2012 pełnił funkcję sekretarza generalnego Komisji Konferencji Episkopatów Unii Europejskiej COMECE w Brukseli. 
Jest członkiem Rady Naukowej Instytutu Studiów Politycznych Polskiej Akademii Nauk. Jest redaktorem naczelnym czasopisma „Chrześcijaństwo – Świat – Polityka” (Christianity – World – Politics). Publikuje m.in. w kwartalniku Pastores. Był dyrektorem Instytutu Politologii UKSW. W latach 2019–2020 był dziekanem Wydziału Społeczno-Ekonomicznego UKSW. Opublikował m.in. Kościół i demokracja (2001), Europeizacja Europy. Tożsamość kulturowa Europy w kontekście procesów integracji (2001), Wiatr gna po niebie pacierze (2001), Przemoc w polityce (2006), W krainie bezżenności (2014), Europa jako kinder niespodzianka (2017), Dwie wieże i minaret. Szkice z katolickiej nauki społecznej (2017).
Od 1997 roku jest związany ze Wspólnotą Emmanuel. Pełni w niej funkcję asystenta kościelnego z ramienia Konferencji Episkopatu Polski, a od 2012 roku jest także jej członkiem.

## Odznaczenia
Został odznaczony Złotym Krzyżem Zasługi (2013) i Krzyżem Kawalerskim Orderu Odrodzenia Polski (2022).